# Sidney E. Parker
Sidney E. Parker (9 de noviembre de 1929 – diciembre de 2012) es un escritor anarcoindividualista inglés fuertemente influenciado por Max Stirner, editor de varios periódicos anarquistas desde Londres (Minus One, Egoist, y Ego) entre 1963 y 1993.
El primer periódico, Minus One, lo editó desde septiembre de 1963 hasta 1976. El segundo, continuador ideológico del primero, EGO, lo publica entre febrero de 1977 y 1986, cuando la publicación pasa a llamarse The Egoist, posiblemente en homenaje al "The Egoist" editado por Dora Marsden, autora de quien recogieron algunos textos, así como de otros clásicos del anarcoindividualismo europeo, como James Walker y Émile Armand; a partir de 1991 recupera el segundo nombre (Ego) hasta el cese de su publicación en 1993. 
La mayoría de los artículos no firmados por S. E. Parker aparecían bajo las firmas de Francis Ellingham, John Gillard, Alan Koontz, Stephen Marletta, Antony Milne, Keith Hudson, Tom Lisicki, Veronica Vaccaro y Domenico Pastorello, entre otros.